# Eupithecia marpessa
Eupithecia marpessa är en fjärilsart som beskrevs av Claude Herbulot 1987. Eupithecia marpessa ingår i släktet Eupithecia och familjen mätare. Inga underarter finns listade i Catalogue of Life.